# بطولة الغطس الأوروبية 2017
بطولة الغطس الأوروبية 2017  هي النسخة الخامسة من بطولة الغطس الأوروبية والتي عقدت ففي الفترة من 12 يونيو إلى 18 يونيو 2017 في كييف ، أوكرانيا. بدعم من الرابطة الأوروبية للسباحة (LEN)، جرت المسابقات في 13 تخصصًا. في مركز ليكو الرياضي بمشاركة 124 رياضياً من 23 دولة أوروبية. لأول مرة في أوكرانيا، يتضمن برنامج بطولة أوروبا قفزات مفردية ومختلة من منصة بطول 3 أمتار ومنصة بطول 10 أمتار.
سيتأهل الفائزون في الأحداث الأولمبية (الأحداث الفردية والمختلطة في 3 م و 10 م في كلا الجنسين) إلى دورة الألعاب الأولمبية 2020 في طوكيو، اليابان.
عبر وزير الشباب والرياضة ايغور تشدانوف على موقع فيسبوك، قائلاً عن استضافة كييف للحدث الأوروبي للمرة الأولى.
| بطولة الغطس الأوروبية 2017 | من 12 إلى 18 يونيو ، لأول مرة في تاريخها سوف تستضيف أوكرانيا هذا الحدث الرياضي المذهل - بطولة الغطس الأوروبية 2017 | بطولة الغطس الأوروبية 2017 |

يتم تقديم احتفالات توزيع ميداليات المراكز الأولى مباشرة بعد كل مسابقة، في فعاليات الغطص الفردي والمزامنة.
يُمنح «لقب بطل فرق الغطس الأوروبي» لأفضل اتحاد تصنيف في تصنيف الفرق (رجالًا ونساءً معًا).

## جدول
جدول - الجدول الزمني للبطولة، جميع الأوقات حسب التوقيت المحلي أوكرانيا (توقيت شرق أوروبا الصيفي ‏).
| تاريخ         | الوقت | الحدث                            | النوع                            |
| ------------- | ----- | -------------------------------- | -------------------------------- |
| 12 يونيو 2017 | 16:30 | حفل إفتتاح بطولة الغطس الأوروبية | حفل إفتتاح بطولة الغطس الأوروبية |
| 12 يونيو 2017 | 17:00 | حدث فريق مختلط                   | نهائي                            |
| 13 يونيو 2017 | 10:00 | منصة 10 متر سيدات                | دور تأهيلي                       |
| 13 يونيو 2017 | 16:30 | منصة قفز 3 أمتار متزامن مختلط    | نهائي                            |
| 13 يونيو 2017 | 18:00 | منصة 10 متر سيدات                | نهائي                            |
| 14 يونيو 2017 | 10:00 | منصة قفز 1 متر رجال              | دور تأهيلي                       |
| 14 يونيو 2017 | 16:30 | منصة 10 أمتار متزامن سيدات       | نهائي                            |
| 14 يونيو 2017 | 18:00 | منصة قفز 1 متر رجال              | نهائي                            |
| 15 يونيو 2017 | 10:00 | منصة قفز 3 أمتار سيدات           | دور تأهيلي                       |
| 15 يونيو 2017 | 16:30 | منصة 10 أمتار متزامن رجال        | نهائي                            |
| 15 يونيو 2017 | 18:00 | منصة قفز 3 أمتار سيدات           | نهائي                            |
| 16 يونيو 2017 | 10:00 | منصة قفز 3 أمتار رجال            | دور تأهيلي                       |
| 16 يونيو 2017 | 16:30 | منصة 10 أمتار متزامن مختلط       | نهائي                            |
| 16 يونيو 2017 | 18:00 | منصة قفز 3 أمتار رجال            | نهائي                            |
| 17 يونيو 2017 | 10:00 | منصة قفز 1 متر سيدات             | دور تأهيلي                       |
| 17 يونيو 2017 | 16:30 | منصة قفز 3 أمتار متزامن رجال     | نهائي                            |
| 17 يونيو 2017 | 18:00 | منصة قفز 1 متر سيدات             | نهائي                            |
| 18 يونيو 2017 | 10:00 | منصة 10 أمتار رجال               | دور تأهيلي                       |
| 18 يونيو 2017 | 16:30 | منصة قفز 3 أمتار متزامن سيدات    | نهائي                            |
| 18 يونيو 2017 | 18:00 | منصة 10 أمتار رجال               | نهائي                            |

## الدول المشاركة
- أرمينيا (3)
- النمسا (2)
- بيلاروس (5)
- بلغاريا (2)
- كرواتيا (2)
- فنلندا (3)
- فرنسا (7)
- جورجيا (3)
- ألمانيا (12)
- بريطانيا العظمى (12)
- المجر (5)
- جمهورية أيرلندا (2)
- إيطاليا (10)
- لاتفيا (1)
- ليتوانيا (1)
- هولندا (5)
- بولندا (3)
- رومانيا (2)
- روسيا (15)
- إسبانيا (6)
- السويد (6)
- سويسرا (7)
- أوكرانيا (12)

## نتائج

### جدول الميداليات
الدولة المضيفة
  *   البلد المضيف (مضيف)
| المرتبة | فريق    | ذهبية | فضية | برونزية | المجموع |
| ------- | ------- | ----- | ---- | ------- | ------- |
| 1       | RUS     | 3     | 6    | 2       | 11      |
| 2       | UKR*    | 3     | 4    | 3       | 10      |
| 3       | GBR     | 3     | 0    | 3       | 6       |
| 4       | ITA     | 2     | 0    | 1       | 3       |
| 4       | FRA     | 2     | 0    | 1       | 3       |
| 6       | GER     | 0     | 2    | 2       | 4       |
| 7       | SUI     | 0     | 1    | 0       | 1       |
| 8       | NED     | 0     | 0    | 1       | 1       |
| المجموع | المجموع | 13    | 13   | 13      | 39      |

### رجال
| حدث                     | الذهبية                                       | الذهبية | الفضية                                 | الفضية | البرونزية                                    | البرونزية |
| ----------------------- | --------------------------------------------- | ------- | -------------------------------------- | ------ | -------------------------------------------- | --------- |
| منصة قفز 1 متر          | إيليا كافاشا                                  | 431.75  | باتريك هوسدينغ                         | 419.80 | ماتيو روسيت                                  | 412.95    |
| منصة قفز 3 أمتار        | إيليا زاخاروف                                 | 525.10  | إيليا كافاشا                           | 484.30 | أوله كولودي                                  | 470.30    |
| منصة 10 أمتار           | بنيامين أفريت                                 | 511.75  | فيكتور مينيبايف                        | 493.25 | ماتي لي                                      | 485.55    |
| منصة قفز 3 أمتار متزامن | روسيا · إيليا زاخاروف · يفغيني كوزنيتسوف      | 427.71  | أوكرانيا · إيليا كافاشا · أوله كولودي  | 426.96 | بريطانيا العظمى · فريدي وودوارد · جيمس هيتلي | 395.61    |
| منصة 10 أمتار متزامن    | أوكرانيا · ماكسيم دولوف · أولكسندر هورشكوفزوف | 431.28  | روسيا · نيكيتا شليكر · ألكسندر بيلتسيف | 406.56 | بريطانيا العظمى · نوا ويليامز · ماثيو ديكسون | 388.05    |

### سيدات
| حدث                     | الذهبية                                   | الذهبية | الفضية                                    | الفضية | البرونزية                                | البرونزية |
| ----------------------- | ----------------------------------------- | ------- | ----------------------------------------- | ------ | ---------------------------------------- | --------- |
| منصة قفز 1 متر          | ايلينا بيرتوكي                            | 282.80  | ناديزدا بازينا                            | 277.35 | لويزا ستوتشينسكي                         | 271.80    |
| منصة قفز 3 أمتار        | هانا بيسمينسكا                            | 303.30  | ميشيل هايمبرغ                             | 293.25 | أناستازيا ندوبيها                        | 291.65    |
| منصة 10 أمتار           | لويس تولسون                               | 330.75  | آنا تشوينيشينا                            | 326.90 | يوليا تيموشينا                           | 313.30    |
| منصة قفز 3 أمتار متزامن | روسيا · ناديزدا بازينا · كريستينا إيلينيخ | 304.80  | ألمانيا · تينا بونزيل · فريدريك فراير     | 284.10 | هولندا · إنج يانسن · دافني فيلز          | 283.80    |
| منصة 10 أمتار متزامن    | بريطانيا العظمى · روبي باور · فيبي بانكس  | 299.19  | روسيا · يوليا تيموشينينا · فاليريا ليولكو | 297.00 | أوكرانيا · فاليريا ليولكو · صوفيا ليسكون | 288.96    |

### مختلط
| الحدث                         | الذهبية                                   | الذهبية | الفضية                                          | الفضية | البرونزية                                | البرونزية |
| ----------------------------- | ----------------------------------------- | ------- | ----------------------------------------------- | ------ | ---------------------------------------- | --------- |
| منصة قفز 3 أمتار متزامن مختلط | إيطاليا · إيلينا بيرتوكي · مايكول فيرزوتو | 287.88  | أوكرانيا · فيكتوريا كيسر · ستانيسلاف أوليفرتشيك | 282.96 | ألمانيا · تينا بونزيل · لو ماسنبرغ       | 281.40    |
| منصة 10 أمتار متزامن مختلط    | بريطانيا العظمى · لويس تولسون · ماتي لي   | 308.16  | روسيا · يوليا تيموشينا · فيكتور مينيبايف        | 300.30 | إيطاليا · نويمي باتكي · مايكول فيرزوتو   | 299.58    |
| حدث فريق مختلط                | فرنسا · لورا مارينو · ماتيو روسيت         | 372.40  | أوكرانيا · فيكتوريا كيسر · أولكسندر هورشكوفزوف  | 366.55 | روسيا · ناديزدا بازينا · فيكتور مينيبايف | 366.10    |

## جدول النقاط
البلد الذي يحصل على أكبر عدد من النقاط خلال الحدث يصبح رسميًا بطل الغطس الأوروبي. فازت أوكرانيا بالكأس برصيد 244 نقطة.
| م  | البلد           | رجال    | سيدات   | مختلط  | المجموع |
| -- | --------------- | ------- | ------- | ------ | ------- |
| 1  | أوكرانيا        | 100 (9) | 82 (9)  | 62 (6) | 244     |
| 2  | روسيا           | 83 (8)  | 99 (10) | 60 (6) | 242     |
| 3  | ألمانيا         | 60 (9)  | 79 (9)  | 46 (6) | 185     |
| 4  | بريطانيا العظمى | 71 (9)  | 61 (6)  | 40 (4) | 172     |
| 5  | إيطاليا         | 43 (7)  | 38 (5)  | 62 (6) | 143     |
| 6  | فرنسا           | 38 (5)  | 5 (1)   | 40 (4) | 83      |
| 7  | هولندا          | 0       | 53 (8)  | 24 (4) | 77      |
| 8  | سويسرا          | 21 (3)  | 29 (5)  | 16 (2) | 66      |
| 9  | بيلاروس         | 33 (7)  | 4 (1)   | 18 (2) | 55      |
| 10 | السويد          | 0       | 18 (4)  | 22 (4) | 40      |
| 11 | بولندا          | 17 (4)  | 4 (2)   | 0      | 21      |
| 12 | أرمينيا         | 18 (3)  | 0       | 0      | 18      |
| 13 | إسبانيا         | 17 (4)  | 0       | 0      | 17      |
| 14 | المجر           | 0       | 14 (3)  | 0      | 14      |
| 15 | النمسا          | 8 (2)   | 0       | 0      | 8       |
| 16 | رومانيا         | 0       | 0       | 6 (2)  | 6       |
| 17 | فنلندا          | 0       | 5 (1)   | 0      | 5       |
| 18 | جورجيا          | 2 (2)   | 0       | 0      | 2       |

- يظهر عدد المشاركين بين قوسين.
- يتم تمييز المضيف باللون الأزرق.

## روابط خارجية
- حدث فريق مختلط - بطولة الغطس الأوروبية 2017 على موقع يوتيوب